# Fight to Be Free
Fight to Be Free è il primo singolo del gruppo musicale statunitense Nuclear Assault, pubblicato nel 1988.

## Tracce
1. Fight to Be Free
2. Equal Rights
3. Stand Up